# Bibavični pas
Bibavični pas (prav tako poznan kot priobala ali pas plime in oseke) je območje, ki je izpostavljeno zraku ob oseki in podvodju ob plimi (na primer območje med obema plimama). To območje lahko vsebuje veliko število različnih tipov habitatov (naravnih okolij), ki so lahko domovanja rastlin ali živali,vštevši strme skalnate pečine, peščene plaže ali mokrišča (npr.velika muljasta). Lahko gre za zelo ozek pas, kot je značilno za otoke v Tihem oceanu, lahko pa obsega več metrov širok predel zaradi položnega obrežja in velikih razlik med plimo in oseko. 
Organizmi v bibavičnem pasu so prilagojeni na okolje zaostrenih in nenavadnih razmer.Voda za katero je značilno redno plimovanje se spreminja z deževjem, ki vpliva na slanost predelov in tudi na sušenje soli  med poplavljanjem (plimovanjem) morja.